# 개성 성균관
개성 성균관(開城 成均館)은 개성시 방직동(광복 당시 고려동)에 있는 조선시대의 건축물이다. 숭교방(崇敎坊 : 명륜동)에 성균관보다 건축 규모가 크다.
기관으로써 성균관은 고려 초기인 992(고려 성종 11)년에 설립되었다. 성균관 자리는 고려 경종때 별궁이 있던 자리로 1089년 국자감(國子監)이 옮겨오면서 교육기관에 역할을 하게 되었다. 고려 충렬왕 시기에 국자감이라는 명칭을 '성균'으로 바꾸었으며 성균관은 태학으로도 불린다. 그리고 조선이 건국되어 향교로 지위가 낮아졌다. 현재의 건물은 임진왜란 때 파괴되었던 것을 1602(조선 선조 35)년부터 8년에 걸쳐 복원한 것으로 서울 대성전(大成殿)은 선조 34∼35년(1601∼1602)에 지은 것과 대비된다.
1988년부터 고려박물관으로 이용되고 있다. 조선민주주의인민공화국의 국보 제127호로 지정되었다.

## 같이 보기
- 성균관
- 아시카가 학교(足利学校)
- 교동향교
- 고려성균관 : 개성성균관을 승계한 북한의 대학
- 성균관대학교 : 한성성균관을 승계한 남한의 대학
- 고려박물관